# Lunca Ampoiței
Lunca Ampoiței – wieś w Rumunii, w okręgu Alba, w gminie Meteș. W 2011 roku liczyła 156 mieszkańców.